# 에든버러 공작
에든버러 공작(Duke of Edinburgh)은 영국 왕실이 가지고 있는 작위이다. 현재는 엘리자베스 2세의 아들인 에드워드가 맡고있다.

## 역대 에든버러 공작
첫 번째 창시 (1726년)
- 프레더릭 (후의 웨일스 공 프레더릭, 1726년 ~ 1751년)
- 조지 (후의 조지 3세, 1751년 ~ 1760년)

두 번째 창시 (1866년)
- 앨프레드 (후의 알프레트 폰 작센코부르크고타 공작, 1866년 ~ 1900년)

세 번째 창시 (1947년)
- 필립 (1947년 ~ 2021년)
- 찰스 (2021년 ~ 2022년)

네 번째 창시 (2023년)
- 에드워드 (2023년 ~ 현재)

## 같이 보기
- 글로스터와 에든버러 공작
- 에든버러 공작부인